# أنتوني براينت
أنتوني براينت (بالإنجليزية: Anthony Bryant)‏ هو لاعب كرة قدم أمريكية أمريكي، ولد في 6 نوفمبر 1981 في غرينسبورو في الولايات المتحدة.

## وصلات خارجية
- أنتوني براينت على موقع مرجع كرة القدم المحترفة.كوم (الإنجليزية)